# Júlia Lemmertz
Júlia Lemmertz Dias (Porto Alegre, 18 de marzo de 1963) es una actriz brasileña.

## Biografía
Júlia es la hija de dos grandes actores, Lineu Dias y Lílian Lemmertz.
Debutó como actriz cuando era niña, después de haber hecho su debut como actriz en el cine, a 5 años de edad, con su madre en la película El Amante en el 1968 . Más tarde, en 1971, protagonizó la película de Cordelia, Cordelia.
En 1981 hizo su debut en la televisión como uno de los protagonistas de la novela Los adolescentes, ella era Bia una adolescente víctima del embarazo precoz. Al año siguiente hizo su debut en el teatro con la obra La lección de anatomía y al mismo tiempo participó novela Nido de la Serpiente.
Con su exesposo Alexandre Borges ha trabajado en telenovelas como El beso del Vampiro y Celebridad, la miniserie Amor que está y Joana y Marcelo Amor (casi) Perfecto, y la película Um copo de cólera.
Será la próxima Helena de Manuel Carlos.

## Vida privada
Entre los años 1987 y 1990, estuvo casada con Álvaro Osório, un ejecutivo de Rede Globo, con quien tuvo una hija llamada Luiza. Su hija también siguió el camino de la actuación. Desde 1993 está casada con el actor Alexandre Borges, con él tiene un hijo llamado Miguel nacido en 2000. Su matrimonio con Alexandre Borges duró 22 años y fue considerado uno de los medios artísticos más sólidos y duraderos.

## Filmografía

### Televisión
| Año  | Título                 | Personaje                          |
| ---- | ---------------------- | ---------------------------------- |
| 1981 | Os Adolescentes        | Bianca                             |
| 1982 | Ninho da Serpente      | Mariana                            |
| 1983 | Sabor de Mel           | Beatriz                            |
| 1983 | Eu Prometo             | Adriana Ribeiro Cantomaia          |
| 1984 | Amor com Amor Se Paga  | Ângela                             |
| 1986 | Manía de Querer        | Carolina                           |
| 1987 | Carmem                 | Micaela                            |
| 1989 | Kananga do Japão       | Sílvia                             |
| 1991 | Amazonia               | Maria Luíza                        |
| 1993 | Guerra sem Fim         | Flávia                             |
| 1996 | Quem É Você?           | Débora                             |
| 1997 | Zazá                   | Fabiana                            |
| 1999 | Andando nas Nuvens     | Lúcia Helena                       |
| 2001 | Puerto de los milagros | Genésia Pereira                    |
| 2002 | Esperança              | Geovanna Tornatore                 |
| 2002 | El beso del vampiro    | Marta                              |
| 2003 | Celebridad             | Noemia                             |
| 2005 | Alma gemela            | Cleide                             |
| 2007 | Deseo prohibido        | Doña Belinda                       |
| 2010 | Río del destino        | Maria Amélia Martínez              |
| 2011 | Fina estampa           | Esther Wolkoff                     |
| 2013 | ¿Pelea o amor?         | Blanche Paes Leme                  |
| 2013 | A Grande Família       | Sônia                              |
| 2014 | La sombra de Helena    | Helena Fernandes Machado (Leninha) |
| 2015 | Além do Tempo          | Dorotéia Borghini                  |
| 2017 | Novo Mundo             | Greta Schwarz                      |

Miniserie, serie de televisión, y especiales
- 2009 - Todo nuevo De Nuevo .... Clara
- 2008 - Casos y Acasos, .... Carla
- 2008 - Nada Fofa .... Ema
- 2007 - Minha Nada Mole Vida, Imprevistos Acontecem .... Wanda Maxuel
- 2007 - Amazônia, de Gálvez a Chico Mendes .... Risoleta
- 2006 - Minha Nada Mole Vida, Tem Sentido Isso! .... Ivana
- 2006 - Minha Nada Mole Vida, A Chave Mestra .... Ivana
- 2006 - JK .... Dona Júlia, mother of de JK
- 2004 - O Pequeno Alquimista .... Morgana
- 1991 - Ilha das Bruxas
- 1991 - Na Rede de Intrigas .... Teresa
- 1990 - Mãe de Santo
- 1985 - Tenda dos Milagres .... Luísa
- 1983 - Moinhos de Vento .... Milena

### Cine
| Año  | Título                                 | Personaje             |
| ---- | -------------------------------------- | --------------------- |
| 1982 | As Aventuras de Mário Fofoca           |                       |
| 1984 | Patriamada                             |                       |
| 1984 | Mal Star                               |                       |
| 1986 | A Cor do Seu Destino                   | Patrícia              |
| 1990 | Lua de Cristal                         | Lidinha (Maria Lídia) |
| 1990 | Vaidade                                |                       |
| 1993 | Amor Materno                           |                       |
| 1995 | Jenipapo                               | Júlia                 |
| 1997 | Glaura                                 |                       |
| 1997 | Mangueira - Amor à Primeira Vista      |                       |
| 1998 | A Hora Mágica                          | Lúcia                 |
| 1999 | Um Copo de Cólera                      |                       |
| 1999 | Até que a Vida Nos Separe              | Maria                 |
| 1999 | Amor Que Fica                          |                       |
| 1999 | Tiradentes                             | Antônia               |
| 2001 | Nelson Gonçalves                       | Lourdinha Bittencourt |
| 2002 | Joana e Marcelo, Amor (Quase) Perfeito |                       |
| 2002 | Poeta de Sete Faces                    |                       |
| 2003 | Acquária                               | Nara                  |
| 2003 | Cristina Quer Casar                    | Bia                   |
| 2003 | As Três Marias                         | Maria Francisca       |
| 2005 | Jogo Subterrâneo                       | Laura                 |
| 2006 | Gatão de Meia Idade                    | Betty                 |
| 2007 | Onde Andará Dulce Veiga?               | Lídia                 |
| 2008 | Mulheres Sexo Verdades Mentira         | Laura                 |
| 2008 | Meu Nome Não É Johnny                  | Maria Lu              |
| 2009 | Bela Noite Para Voar                   | Letícia               |
| 2009 | Do Começo ao Fim                       | Julieta               |
| 2011 | Amor?                                  | Alice                 |